# Departamento de Baker
El departamento de Baker fue una división político-administrativa de Chile que perteneció a la antigua provincia de Aysén. Existió entre 1970 y 1975. Su cabecera fue la localidad de Cochrane.

## Historia
El departamento nació de la división del departamento de Chile Chico mediante la Ley 17324 de 1970, que creó los departamentos General Carrera y Baker. El departamento de Baker quedó conformado por las comunas-delegaciones de Cochrane, Tortel y O'Higgins. Su cabecera fue el pueblo de Cochrane.
El territorio departamental fue muy similar a lo que había sido anteriormente la comuna de Baker y a lo que sería después la provincia Capitán Prat. Sus límites, en términos generales, eran:
- al norte, el golfo de Penas y los límites sureños de las hoyas hidrográficas del río Nef, lago General Carrera y río Jainemeni;
- al este, la frontera argentina hasta el monte Fitzroy;
- al sur, una línea recta desde el Fitz Roy hasta el seno Iceberg —por sobre el campo de hielo sur— y los canales Messier, Adalberto, Fallos y del Castillo;
- y al oeste, el océano Pacífico desde canal del Castillo hasta el golfo de Penas.

Sin embargo, el departamento tuvo corta existencia: en 1974 la dictadura militar inició el proceso de regionalización de la división político-administrativa de Chile, y el 1 de agosto de ese año empezó a funcionar la Región de Aysén. Al año siguiente se fijó la nueva división provincial, con lo cual el departamento de Baker dejó de existir.